# Abelsk integral
En abelsk integral är en (komplex) integral av formen
{\displaystyle \int _{z_{0}}^{z}R(x,w)\,dx,}
där {\displaystyle R(x,w)} är en rationell funktion (dvs. en kvot av två polynom) och  {\displaystyle w} är en algebraisk funktion av  {\displaystyle x}. Detta betyder att  {\displaystyle x} och  {\displaystyle w} uppfyller en polynomekvation, säg {\displaystyle F(x,w)=0}. Även om ekvationen som relaterar  {\displaystyle x} och {\displaystyle w} inte kan lösas explicit, definierar den enligt implicita funktionssatsen {\displaystyle w=w(x)} som funktion av {\displaystyle x}, i vart fall lokalt. Ett mer symmetriskt (och geometriskt) synsätt är att {\displaystyle x} och {\displaystyle w} båda är reguljära funktioner på den algebraiska kurva som definieras av ekvationen {\displaystyle F(x,w)=0}. Härvid är det naturligt att anta att polynomet {\displaystyle F} är irreducibelt.

## Exempel
Om {\displaystyle F(x,w)=x^{2}+w^{2}-1} kan ekvationen lösas explicit i termer av kvadratrötter: 
{\displaystyle w=\pm {\sqrt {1-x^{2}}},}
och man erhåller integraler av formen
{\displaystyle \int _{z_{0}}^{z}R(x,{\sqrt {1-x^{2}}})\,dx,}
exempelvis 
{\displaystyle \int _{0}^{z}{\frac {dx}{\sqrt {1-x^{2}}}}=\arcsin z.}
Redan i detta enkla fall framgår att abelska integraler i allmänhet är flervärda funktioner: sinusfunktionen är inte injektiv och har därför ingen invers i strikt bemärkelse. Integralens värde beror alltså inte bara på integrationsgränserna utan även på integrationsvägen. Ett likartat men mer avancerat exempel är elliptiska integraler:
{\displaystyle \int _{0}^{z}{\frac {1-k^{2}x^{2}}{\sqrt {(1-x^{2})(1-k^{2}x^{2})}}}\,dx,}
vilka först undersöktes i samband med försök att beräkna ellipsens båglängd.